# Wilhelm Bulk
Wilhelm Bulk (* 1. Januar 1936 in Bielefeld) ist ein ehemaliger deutscher Bahnradsportler und Zahnarzt.
Als Jugendlicher nahm Wilhelm Bulk an Lehrgängen des englischen Weltmeisters Reg Harris teil. 1959 wurde er in Berlin auf der Radrennbahn Schöneberg deutscher Meister im Tandemrennen, gemeinsam mit August Rieke.
Bulk studierte Zahnmedizin sowie Betriebswirtschaft und eröffnete 1970 eine Zahnarztpraxis in Münster. Er promovierte mit einer Dissertation über das Leben der Heiligen Apollonia, der Schutzpatronin der Zahnärzte, schrieb in den folgenden Jahren zahlreiche Fachartikel und engagierte sich als Vertreter seiner Zunft in Verbänden. Bis ins hohe Alter bestritt er Ligaspiele im Tennis und fuhr mehrfach wöchentlich Rad.

## Publikationen
- St. Apollonia – Patronin der Zahnkranken. Ihr Kult und Bild im Wandel der Zeit. Bielefeld und Münster 1967.